# 보디 밀러
새뮤얼 보디 밀러(영어: Samuel Bode Miller, 1977년 10월 12일~)는 미국의 은퇴한 알파인 스키 선수이다.

## 같이 보기
- FIS 알파인 스키 월드컵